# Laurent de Salamine
Pour les articles homonymes, voir Saint-Laurent.
 (décembre 2020).
Laurent de Salamine (grec : O όσιος Λαυρέντιος, ο Λαυρέντιος εκ Μεγάρων ou O Λαυρέντιος ο εν Σαλαμίνι ; † 1707) est un saint du XVIIe siècle, fêté le 7 mars par l’Église orthodoxe.

## Biographie

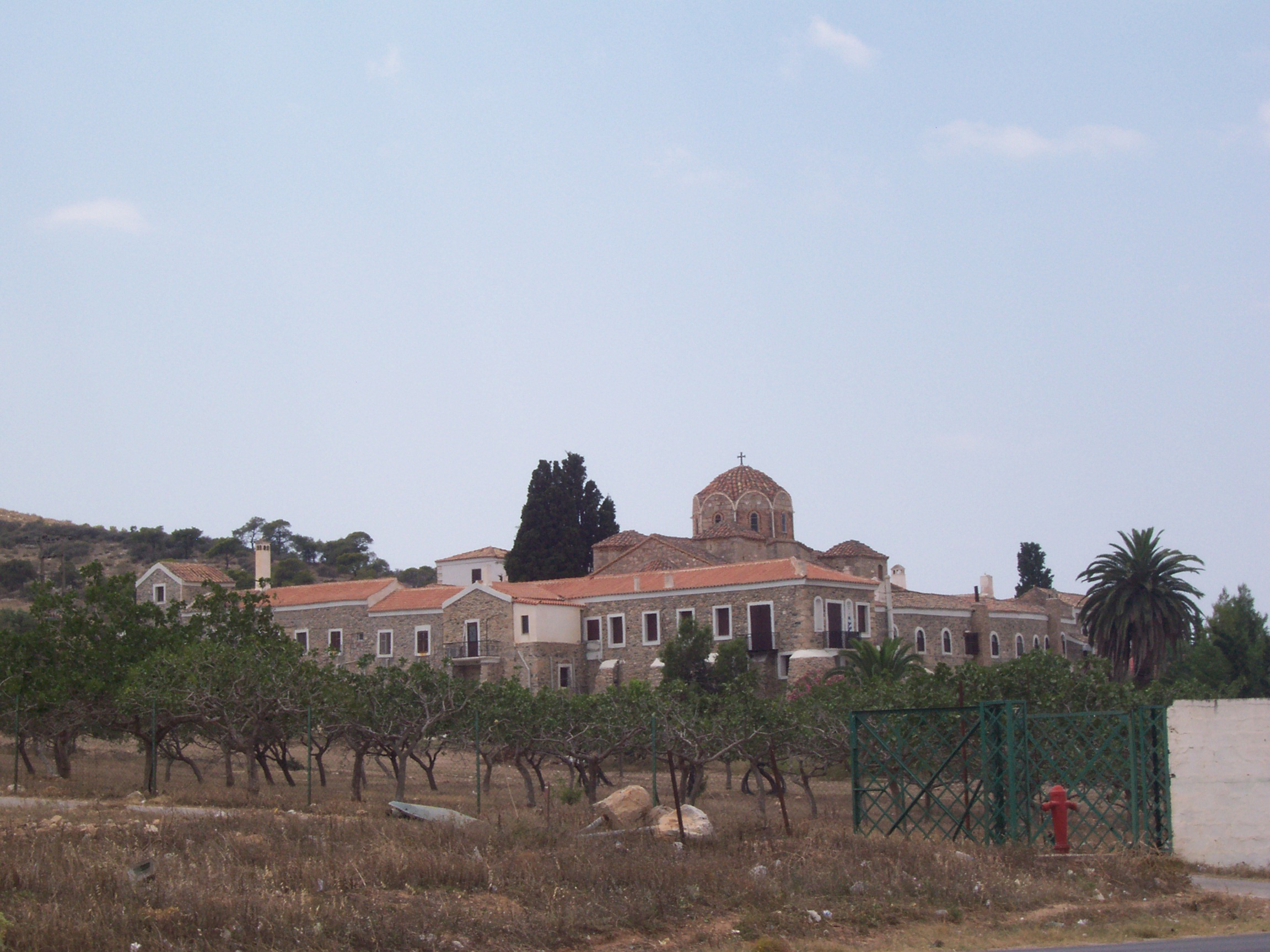
Monastère de la Phanéroménie à Salamine

Laurent de Salamine, de son vrai nom Lambros Kanellos, est né à Mégare, dans la région de l’Attique, au cours de la première moitié du XVIIe siècle. Il était simple maçon jusqu’au jour où la Mère de Dieu lui apparut à trois reprises et lui ordonna d’aller sur l’île de Salamine et d’y construire un monastère qui lui serait consacré. Saint Laurent hésita mais s'y résolut après une nouvelle apparition, au cours de laquelle la Mère de Dieu lui montra le plan précis du monastère qu'elle voulait le voir construire.
Il ne put prendre la mer pour se rendre à Salamine à cause d’une tempête qui rendait toute navigation impossible, et c’est alors qu’il entendit une voix qui lui ordonnait d’étendre sa cape sur la mer. Après l’avoir fait, saint Laurent se retrouva miraculeusement sur l’île, sans avoir eu à traverser la mer, et trouva une icône de la Mère de Dieu à l’emplacement de l’endroit où il devait construire le monastère. Il se sépara alors de sa femme qui devint moniale, et lui-même devint moine. Il entama la construction du monastère et bénéficia de l'aide des habitants de l'île, dont certains devinrent moines par la suite. 
Laurent obtint de la Vierge Mère de Dieu le don de guérison, et c'est ainsi qu'il guérit de nombreuses personnes, aussi bien des chrétiens que des musulmans, et même la femme d'un dignitaire ottoman. 
La construction du monastère auquel il avait consacré toute son énergie s'acheva en 1682 et le futur saint Laurent mourut le 9 juin 1707.